# Rohrbach (Belgershain)
Rohrbach ist ein Ortsteil der sächsischen Gemeinde Belgershain im Landkreis Leipzig.

## Geografie

### Lage

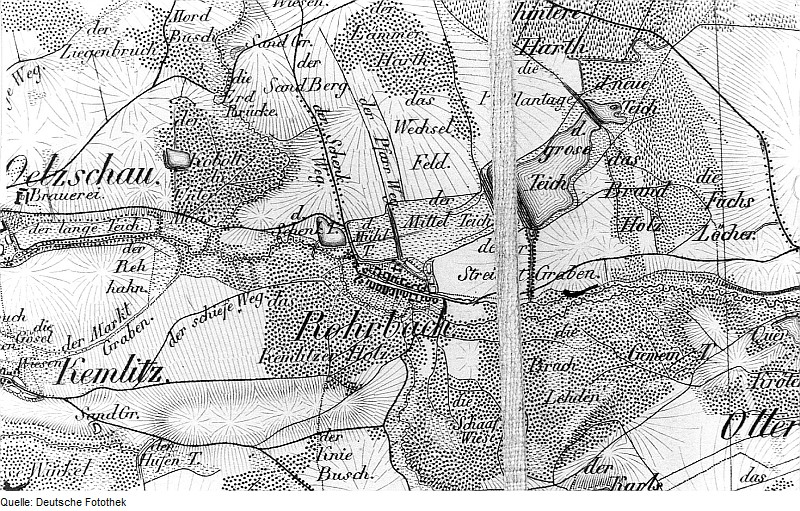
Rohrbach auf einer Karte von Hermann Oberreit (1836–39)

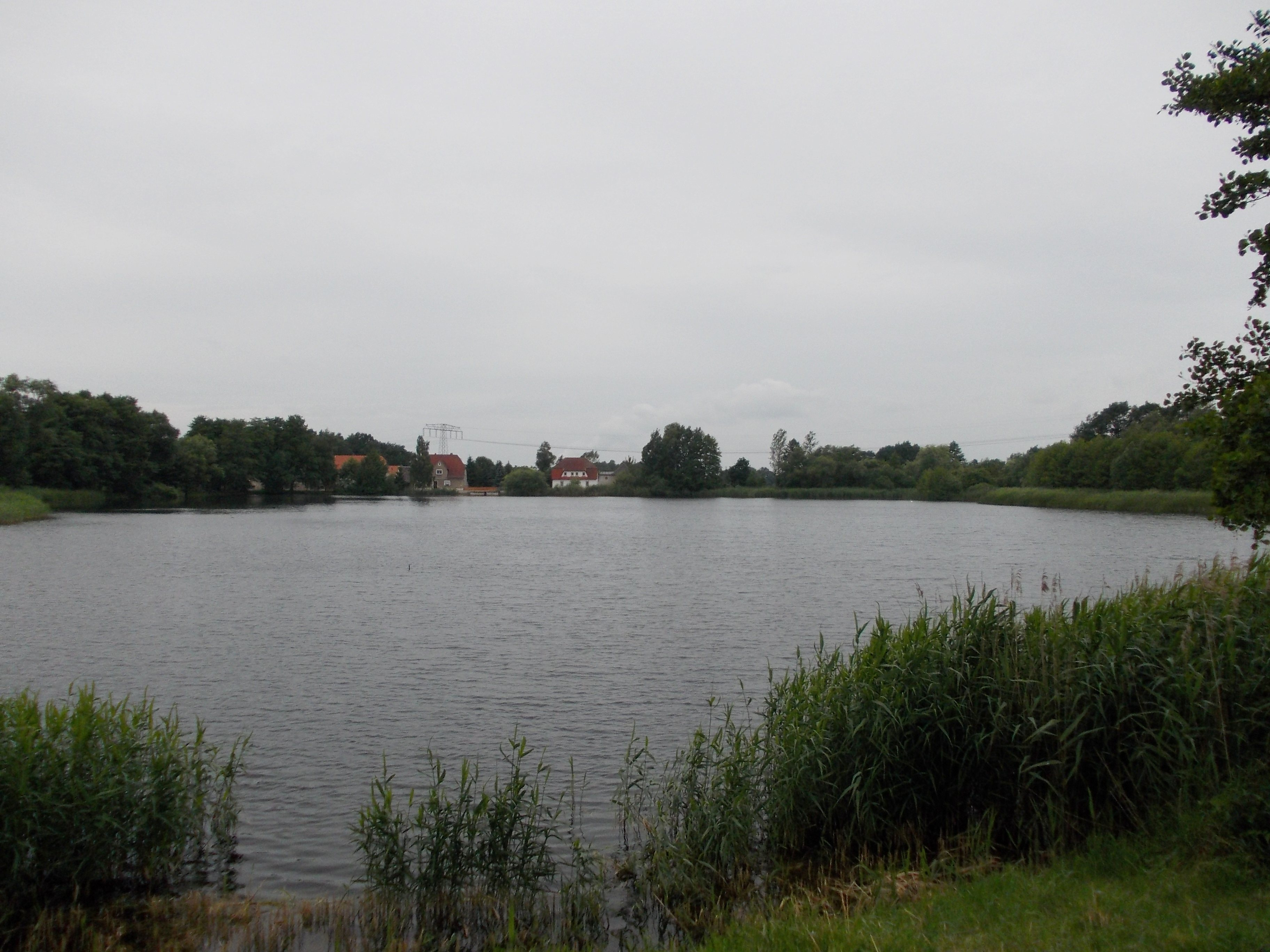
Mühlteich

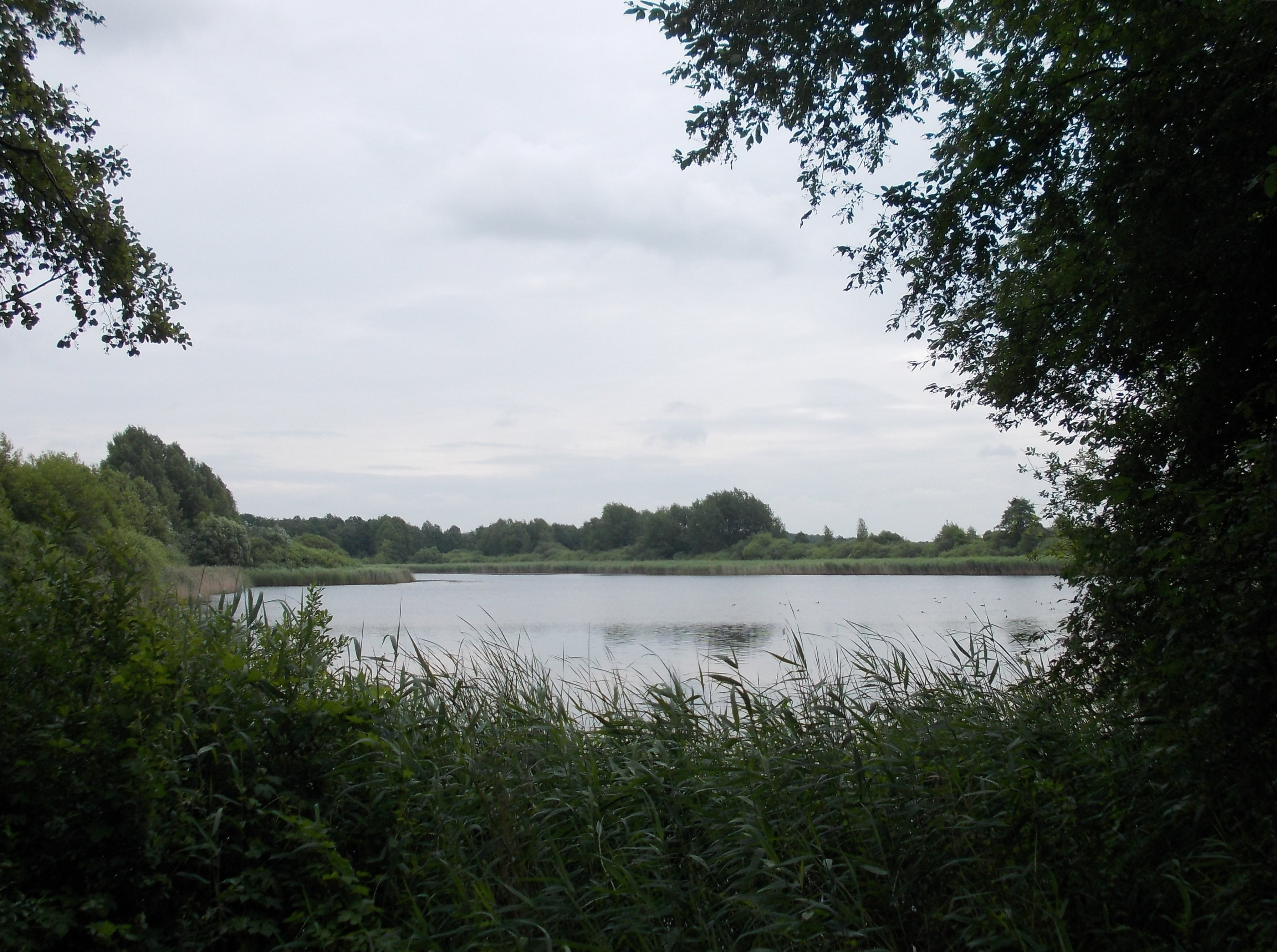
Mittelteich

Das Straßenangerdorf Rohrbach liegt etwa 18 Kilometer südöstlich der sächsischen Großstadt Leipzig in der Leipziger Tieflandsbucht. Im Norden des Ortes liegt das Naturschutzgebiet „Rohrbacher Teiche“. Die Teiche wurden um 1500 angelegt, in ihnen wird die Gösel aufgestaut. Durch den Ort verläuft die Kreisstraße 8352 von Oelzschau, welche nördlich von Otterwisch in die S 49 einmündet. Über eine Kommunalstraße besteht zudem Anschluss an Belgershain. Nordwestlich des Ortes verläuft zudem die Bahnstrecke Leipzig–Geithain.

### Nachbarorte
|           | Belgershain                                 | Pomßen     |
| Oelzschau | Kompassrose, die auf Nachbargemeinden zeigt |            |
| Trages    | Hainichen                                   | Otterwisch |

## Geschichte

### Ortsgeschichte
Die erste belegte Ortsnamenform datiert von 1350 als Rorbach. 1524 bildeten die Orte Belgershain, Köhra, Lindhardt, Rohrbach und Threna die Grundherrschaft Belgershain, im gleichen Jahr kommt das Dorf zum Kirchspiel Köhra. 1556 erhielt Dippold von Schönfeld die Grundherrenschaft Belgershain. 1616 zählt das Erbbuch von Rohrbach: 6 Pferdner, 10 Hintersässer, 3 Häusler, 1 Schankstätte 1 Teichmeister und die herrschaftliche Wassermühle. Bei der „Mühlenrevision“ 1681 heißt es: 

„Zu Rohrbach unter dem kurfürstlichen Kammerherrn, Herrn Hans von Ponickau gehörig, ist eine Teichmühle von zwei Gängen … hierbai ist auch eine Schneidemühle vorhanden. Eine erste Mühle stand an der Göselfurt.“

August Schumann nennt 1822 im Staats-, Post- und Zeitungslexikon von Sachsen Threna betreffend u. a.: 

„[…] gehört zu dem ½ Stunde nordwestlich entlegenen, vom Uechteritzischen Rittergut Belgershayn mit Ober- und Erbgerichten. […] Die Einwohner, 140 – 150 an der Zahl, in etwa 30 Häusern, nähren sich fast blos mit der Wirthschaft, wozu sie 10 ½ Hufen mittelmäßigen, zum Theil aber auch sehr guten, besonders zum Klee- und Rapsbau sehr geschickten Feldes haben: auch begünstigen die großen und vortrefflichen Wiesen die Viehzucht sehr. Im J. 1782 zählt man hier 88 Personen über 10 Jahr, 14 Pferde und 93 Kühe. – Die hiesige Kirche ist das Filial von der […] Mater zur Köhra, und der dasige Schulmeister hat zugleich die hiesige Schule zu versehen; […].“

Weiterhin heißt es im Werk „Neue Sächsische Kirchengalerie“ von 1911 u. a.: 

„Das Schulhaus ist sehr alt „und soll bei glücklichen Zeitumständen ein neues erbaut werden“, so berichtet die alte sächs. Kirchengalerie schon um 1840. Ein neues Schulhaus ist aber bis heute noch nicht zustande gekommen. – Die wenig der Neuzeit entsprechenden beschränkten Räumlichkeiten des alten Schulhauses bringen es mit sich, daß die Lehrer sich neuerdings immer sehr bald wieder nach anderen Stellen mit besseren Wohnungen umsehen.“

1935 wurden die Rohrbacher Teiche, mit einer Fläche von 78,56 ha zum Naturdenkmal erklärt. Am 6. Dezember 1957 schlossen sich 6 Bauern mit 42 ha Land zur LPG „Neuer Weg“ zusammen, am 1. Januar 1970 wurde diese mit der LPG in Belgershain vereinigt.
1965 wurde Rohrbach nach Belgershain eingemeindet. 1967 erhielten die Rohrbacher Teiche den Status eines Naturschutzgebietes.

### Entwicklung der Einwohnerzahl
| Jahr | Einwohnerzahl                                       |
| ---- | --------------------------------------------------- |
| 1551 | 19 besessene Mann, 7 Inwohner                       |
| 1764 | 20 besessene Mann, 2 Gärtner, 1 Häusler, 10 ½ Hufen |
| 1834 | 127                                                 |
| 1871 | 163                                                 |

| Jahr | Einwohnerzahl |
| ---- | ------------- |
| 1890 | 148           |
| 1910 | 142           |
| 1925 | 169           |
| 1939 | 171           |

| Jahr | Einwohnerzahl |
| ---- | ------------- |
| 1946 | 210           |
| 1950 | 234           |
| 1964 | 185           |
| 2005 | 120           |

### Die Kirche zu Rohrbach

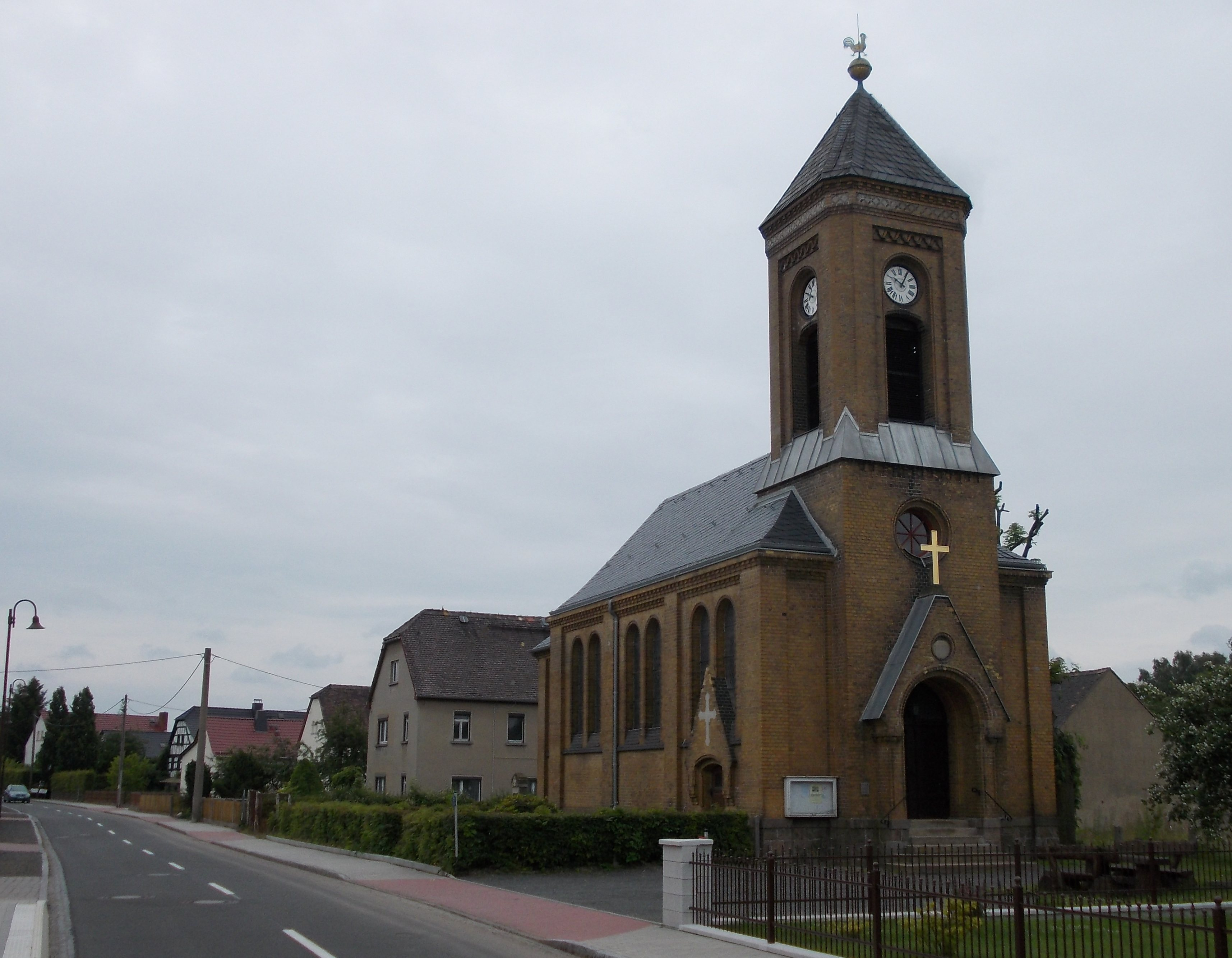
Dorfkirche

Erstmals wird ein Kirchenbau zu Rohrbach in einer Inventarliste von 1580 erwähnt. Im Werk „Neue Sächsische Kirchengalerie“ von 1911 heißt es die hiesige Kirche betreffend u. a.: 

„Aus früheren Zeiten ist uns über die Kirche von Rohrbach so gut wie nichts bekannt. […] Die Erbauungszeit der alten, 1897 auf dem Gottesacker gestandenen Kirche ist ebenfalls nicht ganz sicher. Ihre Fahne trug die Jahreszahl 1708; desgleichen ein Stein, auf dem die alte Kanzel stand. Auch jene beiden zinnernen Bluemtöpfe mit M. O. B. 1708 signiert, […] lassen darauf schließen, daß die 1897 weggerissene Kirche im Jahre 1708 erbaut worden ist. Eine größere Reparatur wurde 1741 vorgenommen […] ebenso 1773 eine kleinere Reparatur! Im Jahre 1821 wurde ein „Positiv“ in die „dasige Kirche gekauft […]. Im Herbst 1866 wurde das Kirchendach erneuert und sonstige Ausbesserungen vorgenommen. […] Im Jahre 1871 wurde eine in Mügeln befindliche, gebrauchte Orgel für 200 Tlr. angeschafft. […] Das Jahr 1897 brachte den völligen Neubau des jetzigen schmucken Gotteshauses. […] Der letzte Gottesdienst in der alten Kirche wurde am 13. Juni 1897, am Trinitatisfest, gehalten. Darauf wurde sie abgebrochen, und Orgel, Kanzel und das sonstige Inventar versteigert. Für die neue Kirche wurde ein Bauplatz südlich der Dorfstraße gesucht. […] Die feierliche Einweihung des neuen Gotteshauses fand am […] Sonntag, den 30. Januar 1898, statt. […] Die Orgel, von Kreutzbach in Borna erbaut, mit zwei Manualen, Pedal und acht Stimmen, kostete 3050 Mk. Und wurde erst am 28. Aug. 1898 geweiht und ihrer Bestimmung übergeben.““

1917 wurden die Glocken abgenommen und zu Kriegszwecken eingeschmolzen. 1942 wurden die große und mittlere Glocke des zwischenzeitlich neu angeschafften Geläuts erneut kriegsbedingt eingeschmolzen. Am 1. Mai 1949 wurde Rohrbach Schwestergemeinde von Belgershain – dies war bereits 1931 angedacht. 1953 erhielt die Kirche die mittlere Glocke des Köhraer Geläuts und hat bis heute nur 2 Glocken. 1955 erfolgten größere Reparaturen am Turm- und Kirchendach. 1994 wurden Innenraum und Außenfassade saniert und am 1. Mai 2004 wurde die rekonstruierte Orgel eingeweiht.